# Arapaçu-de-bico-torto
Trepa-troncos-de-foice-preta ou arapaçu-de-bico-torto (Campylorhamphus falcularius) é uma espécie de ave da subfamília Dendrocolaptinae.
Pode ser encontrada nos seguintes países: Argentina, Brasil e Paraguai.
Os seus habitats naturais são: florestas subtropicais ou tropicais húmidas de baixa altitude e regiões subtropicais ou tropicais húmidas de alta altitude.